# 마크 매코맥
마크 맥코맥(Mark Hume McCormack, 1930년 11월 6일~2003년 5월 16일)은 IMG의 창업자이자 회장이었다. IMG는 스포츠 스타 애이전시업체이다.
마크 맥코맥은 시카고의 출판업자 네드 맥코맥의 외아들로 태어났다. 윌리엄 앤 메리 대학교를 졸업하고, 예일 로스쿨을 졸업했다. 졸업 후 잠시 미국 육군에서 복무했다. 젊은 시절 운동에 소질이 있어 1958년은 US 오픈 골프 챔피언십에 출전하기도 했다. 하지만, 컷통과는 하지 못한다. 군복무를 마치고 클리블랜드 법률회사 아터 앤 해든에서 변호사로 일했다. 1960년 텔레비전의 보급과 함께 스포츠 마케팅의 가능성에 눈뜨게 되고, 아놀드 파머를 IMG의 첫 번째 고객으로 계약하게 된다.
맥코맥은 생전에 스포츠계에서 가장 영향력 있는 인사 중 한 명으로 꼽혔다. 그의 고객으로는 타이거 우즈, 피트 샘프라스, 미하엘 슈마허, 데렉 지터, 찰스 바클리 등 유명 스포츠 스타들과 모델 케이트 모스, 엘리자베스 헐리 등이 있었다. 많은 책을 썼으며, 그 중에는 베스트셀러가 된 "하버드 경영대학원에서 가르쳐주지 않는 것들"도 있다. 1967년부터 매년 발행한 "프로 골프 세계"(The World of Professional Golf)에서는 최초의 (비공인) 세계 랭킹을 담고 있었다. 맥코맥의 순위 시스템은 1986년 공인 세계 골프 랭킹으로 도입된다.
맥코맥은 심장발작으로 코마에 빠진 두 달 후인 2003년 5월 16일 뉴욕병원에서 죽었다. 사후 부인과 딸들, 이전 결혼에서 얻은 3 자녀는 IMG의 지분을 팔아 얻은 7억 5천만달러를 나누어 상속받았다.